# プレミアムシネマ
『プレミアムシネマ』は衛星放送のNHK BSで放送されている映画番組である。
NHK衛星第2テレビジョン（NHK BS2）で放送されていた『衛星映画劇場』の後継番組で、BS2が閉局して2011年4月に新たに開局したBSプレミアムで同年4月4日に『BSシネマ』に改題後、2012年4月2日から『プレミアムシネマ』として放送されている。
2023年12月1日からはBS放送波の再編に伴い、BSプレミアムからNHK BS（再編前のBS1と同じ101ch）に移行した。

## 概要

### レギュラー放送
- NHK BS 
  - 月 - 金（祝日含む）13:00 -（終了時刻は放送作品により異なる）[2][3]。
  - 大相撲開催期間中は同時間帯にて大相撲中継を放送するため、本番組は休止としていたが[4]、この措置は2024年1月の初場所のみにとどまり、2024年3月の春場所以降は大相撲中継をサブチャンネル（BS102ch）に移行した上で放送しているため、従来通りプレミアムシネマを放送している[5][6][7]。
  - 火曜深夜 0:00 - 3:00（不定期・終了時刻は放送作品により異なる）
  - 土・日  10:00 - 12:00、13:00 - 15:00（不定期・終了時刻は放送作品により異なる）

### その他
BSプレミアムでの放送時は上記のレギュラー放送とは別に、不定期に夜間（主に月曜日の21時・22時台）、深夜（主に金曜日、土曜日の23時台以降）、早朝（主に土曜日、日曜日、祝日の4:30頃から）の放送も行われる場合がある。10年の間に深夜・早朝枠が消滅し、月曜夜の枠も中～長編ドラマへの置き換えとともに放送回数は減少。NHK BS4Kでの放送開始もあってか2023年4月からは海外ドラマに替えられ、定常枠は平日昼だけになる。さらにNHK BS移行後はスポーツ中継による平日昼枠の休止もあってか、平日深夜や週末の日中にも不定期で放送が組まれている。
年末年始には長時間にわたって連続して番組枠が組まれることがある。特に、2012年 - 2013年以降の毎年大晦日から元日にかけて、「プレミアムシネマ・年越し映画マラソン」と題して2日間で延べ30時間超、10作品以上に及ぶ映画テレソンが行われている。
また、関連の番組として2015年2月6日から2020年3月21日まで『プレミアムシネマへようこそ』と題した5分間の予告番組が随時放送されていた。坂本朋彦がナビゲーターを担当。
2021年からはプレミアムシネマ4KとしてBS4K（現・BSプレミアム4K）でも放送している。

## シリーズ企画
「山田洋次監督が選んだ日本の名作100本」（2011年4月 - 2013年3月）
山田洋次監督が選んだ邦画を放映。スタジオ出演（ミニ解説）：山本晋也、小野文惠。